# Senecio mariettae
Senecio mariettae là một loài thực vật có hoa trong họ Cúc. Loài này được Muschl. miêu tả khoa học đầu tiên.